# Згар (річка)
Згар — річка в Україні, в межах Хмельницького району Хмельницької області та Вінницького, Жмеринського і Хмільницького районів Вінницької області. Права притока Південного Бугу (басейн Чорного моря).

## Опис
Довжина 95 км. Площа водозбірного басейну 1 170 км². Похил річки 0,91 м/км. Долина трапецієподібна, завширшки до 4 км, завглибшки до 30 м. Заплава двостороння, у верхів'ї заболочена, завширшки 50—150 м, до 2,5 км (на окремих ділянках). Річище слабозвивисте, завширшки 5—10 м, до 40 м, завглибшки0,5—1,5 м, максимальна до 5 м. Розчищене і відрегульоване на значному відрізку. Стік зарегульовано водосховищами і ставками. Використовується на водопостачання, зрошення, рибництво.
- З метою розробки типового місцевого екологічного плану дій для річки Згар у 1995 році розпочато різнопланові дослідження стану екосистем, соціально-економічного стану в населених пунктах.

## Розташування
Згар бере початок на південний захід від села Згарок. Тече спершу на північний схід і схід, середній течії (в районі села Микулинці) річка різко повертає на північний захід, північніше смт Літин знову повертає на схід (місцями — північний схід). Впадає до Південного Бугу на схід від села Мізяків.
У долині річки знаходиться загальнозоологічний заказник загальнодержавного значення «Згарський».

## Притоки

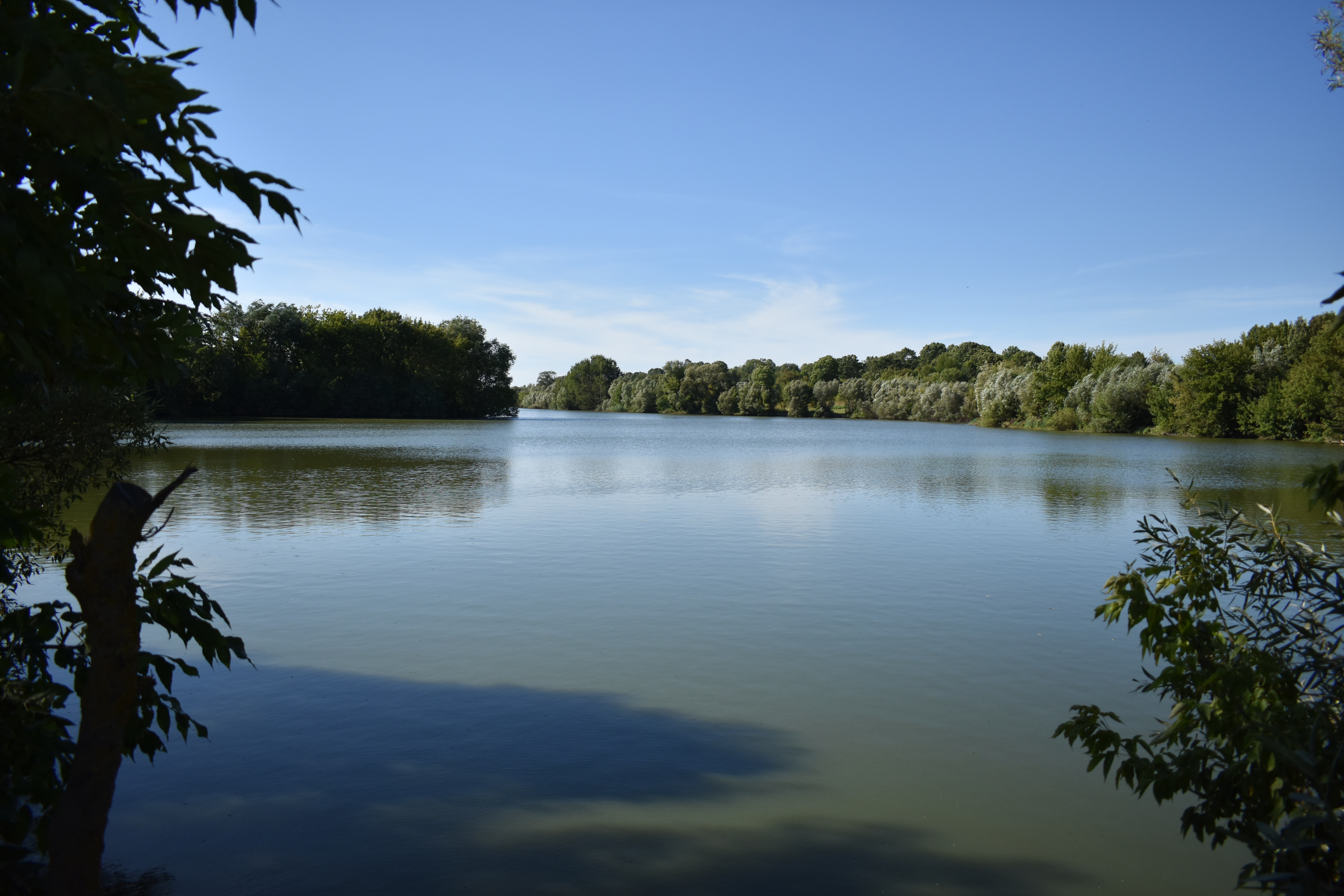
Став на річці Згарок у с. Багринівці

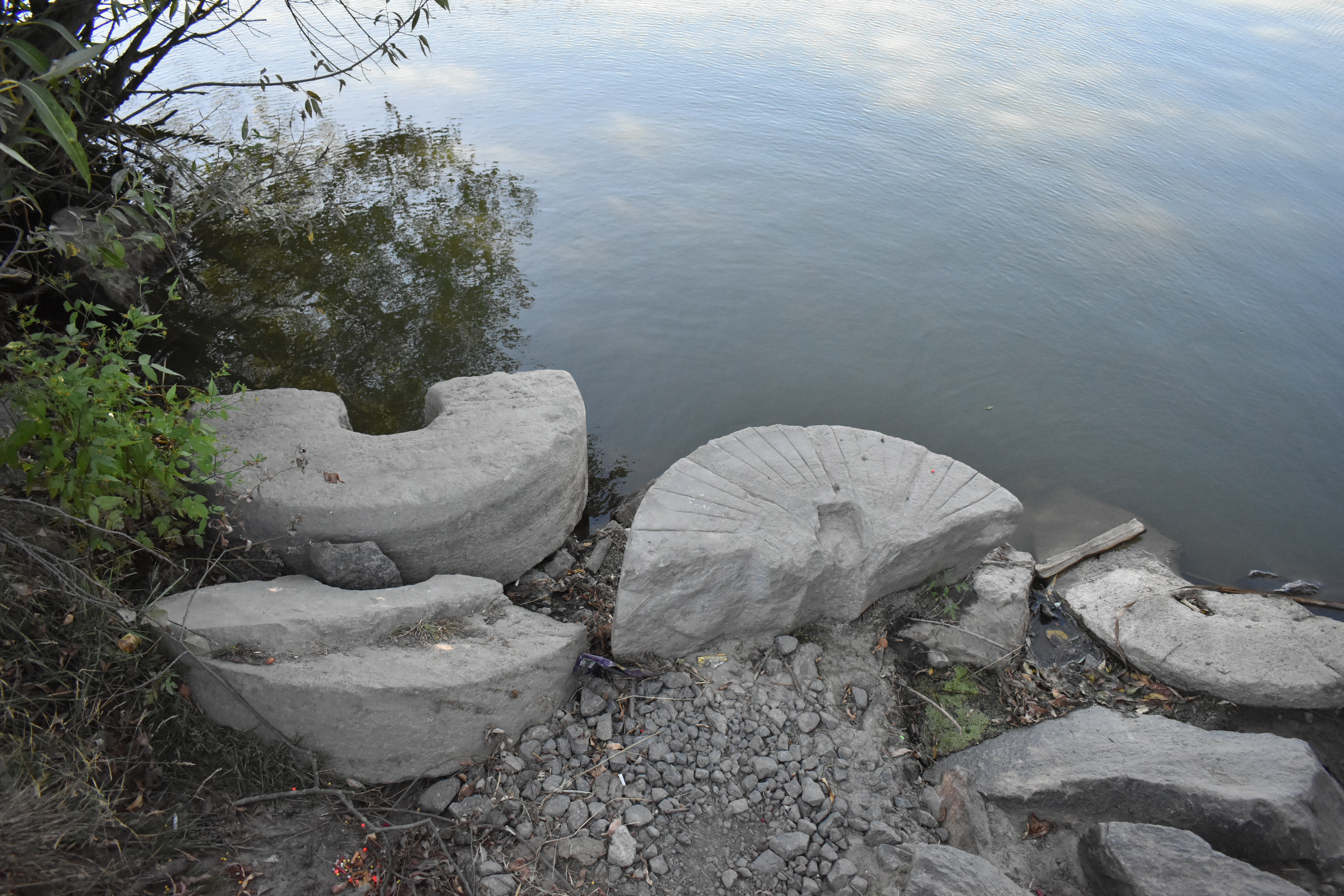
Кам'яні жорна на березі річки Згарок с. Багринівці

### Ліві
- Кулига (Фоса)
- Бугор
- Згарок
- Річка без назви, бере початок на південній стороні від села Осикове. Спочатку тече переважно на північний схід через села Старий Майдан, Козачки, Варенка, а далі тече переважно на південний схід через село Буцні й у селі Голенищеве впадає у Згар. Довжина річки 21 км, площа басейну водозбору 98,2 км²[1]. У селі Варенка річку перетинає автошлях Т 2318.

- Річка без назви, тече на південний схід через село Багринівці, бере початок біля лісового масиву на північний захід від села, впадає у Згар за 63 км. від його гирла. Довжина річки 8,4 км, площа басейну водозбору 21,4  км². Споруджено ставки. У с. Багринівці річку перетинає автошлях Т 0610.[2]

### Праві
- Згарок.
- Іскриль

## Галерея

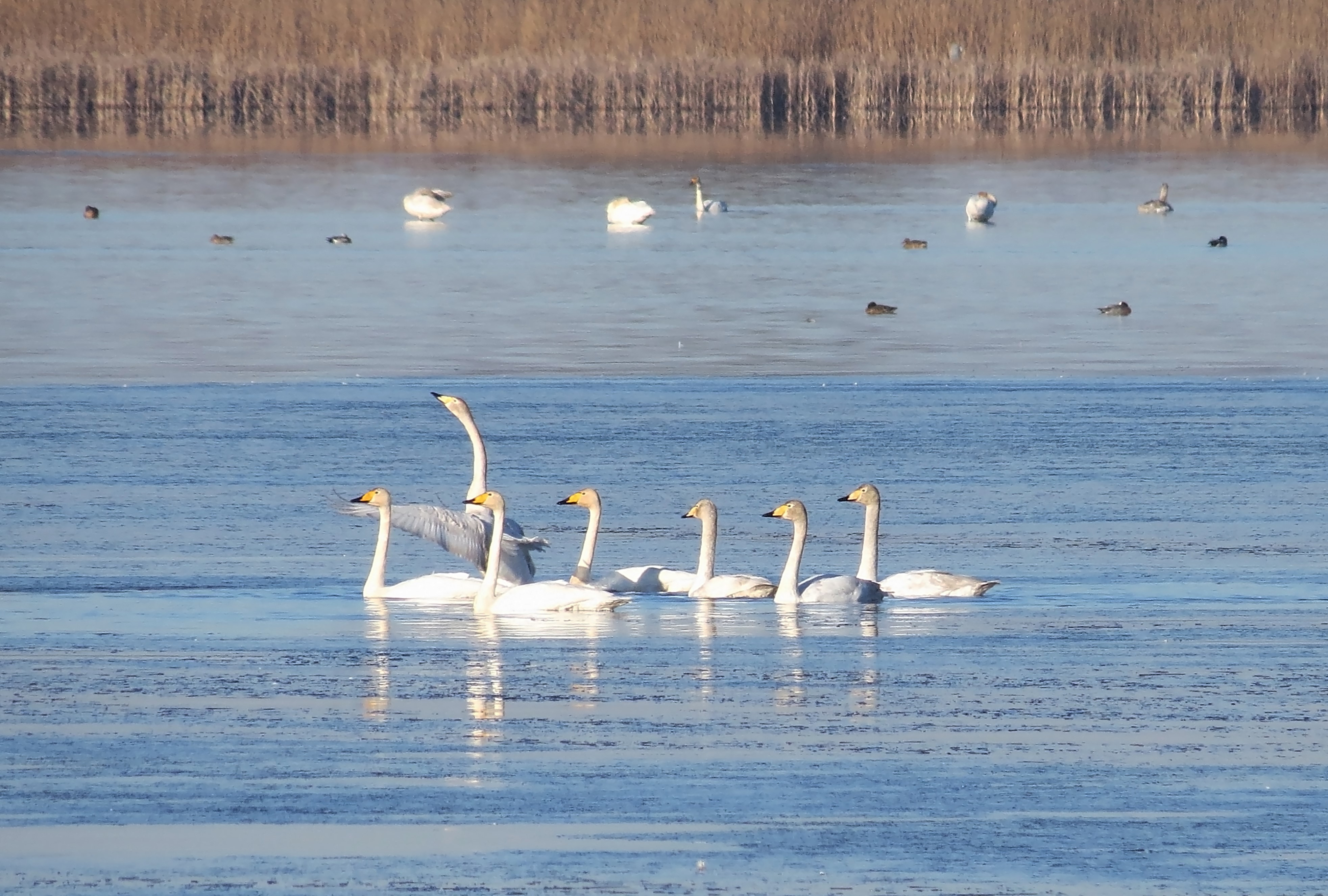
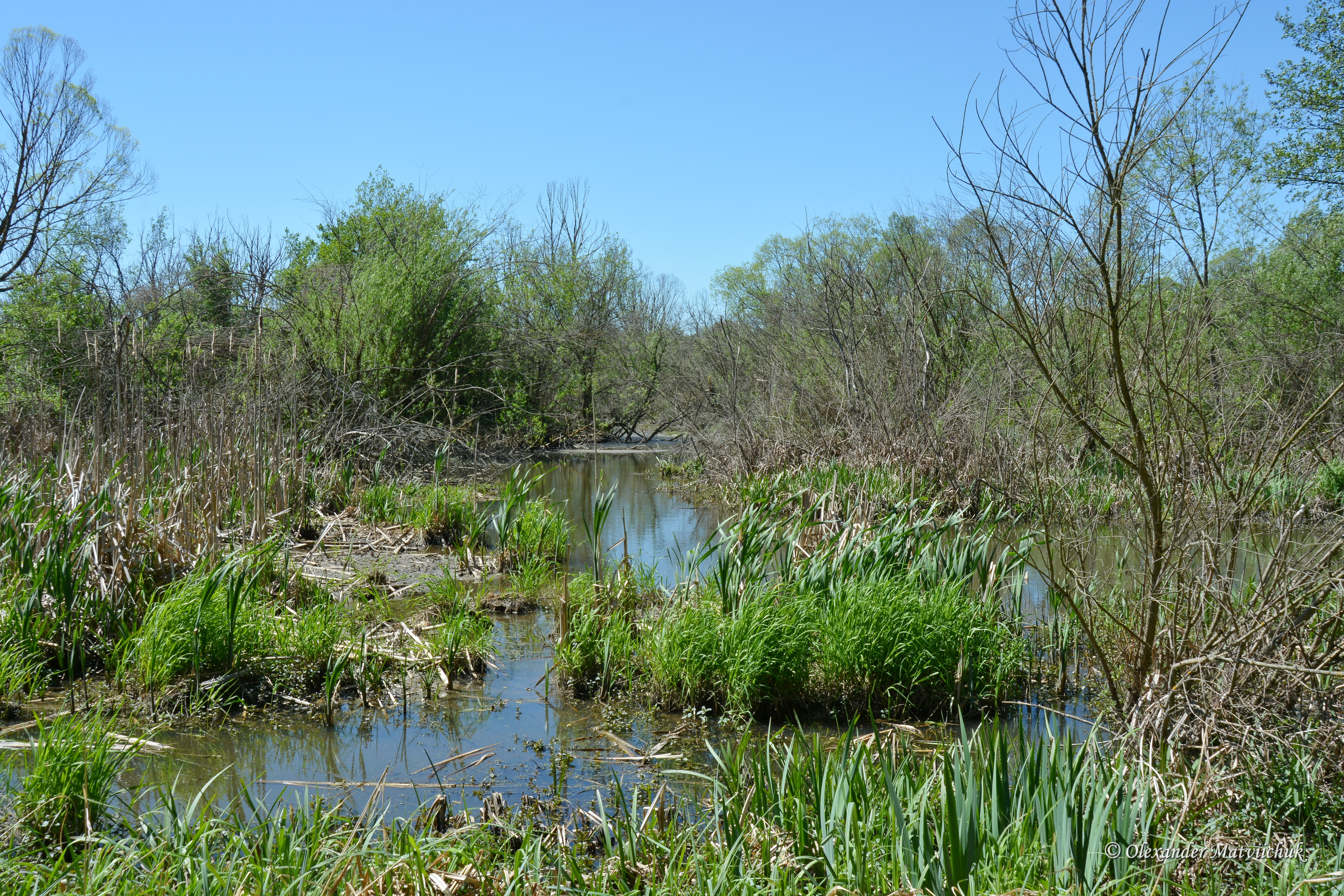
Затоплені торфові кар'єри
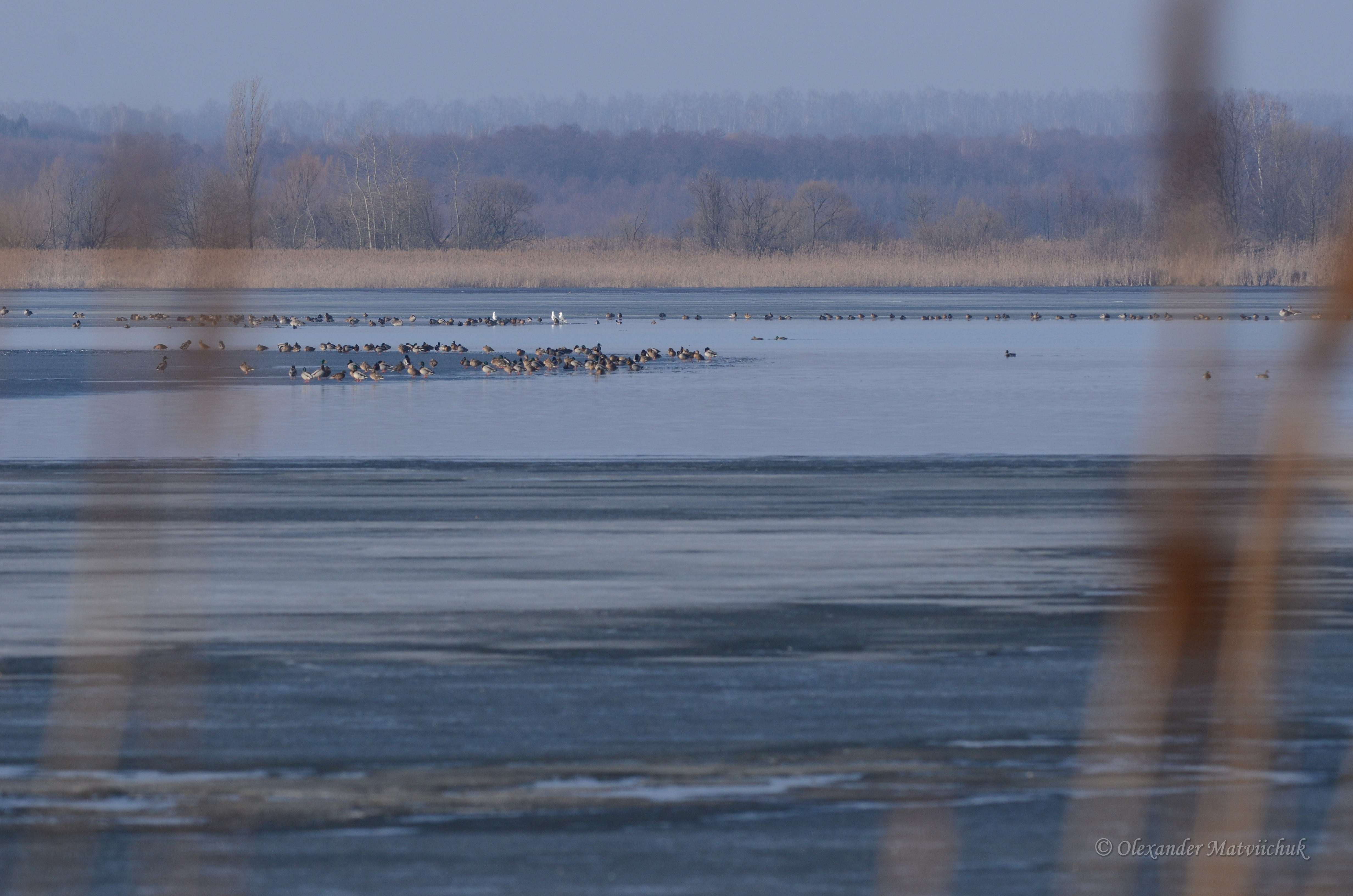
Зимуючі водоплавні птахи
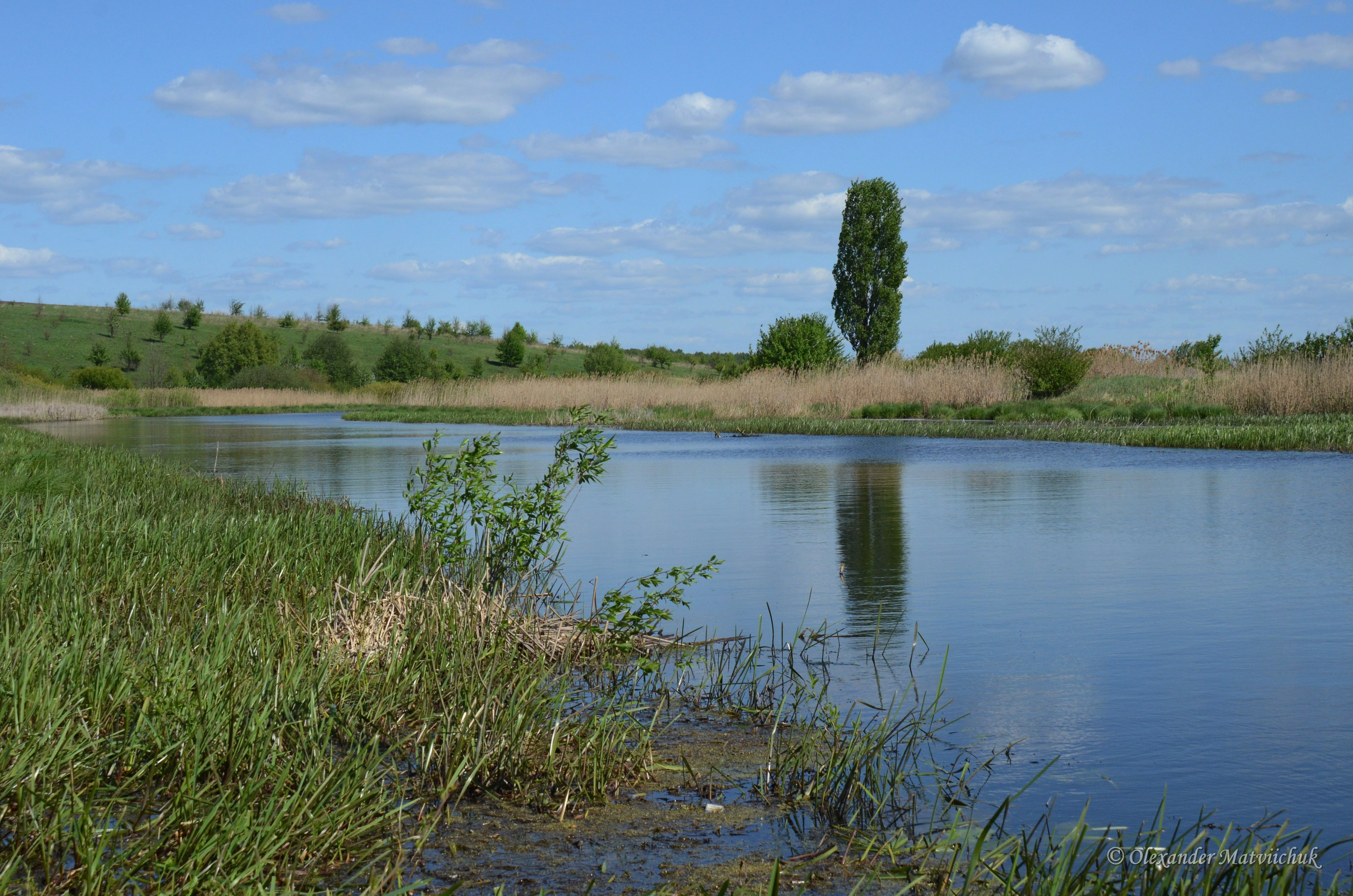
Р. Згар у верхів'ї ставу "Верхній"